# Рябічко Василь Архипович
Василь Архипович Рябічко (14 січня 1904, селище станції Мушкетово Області війська Донського, тепер у складі міста Донецька — ?) — український радянський державний діяч, начальник Управління народногосподарського обліку Держплану УСРР, начальник Статистичного управління Держплану УРСР.

## Життєпис
Народився в родині гірничого робітника. Трудову діяльність розпочав у одинадцятирічному віці на Нікополь-Маріупольській шахті «Марія».
У травні 1920 року добровольцем вступив до Червоної армії, де рядовим бійцем брав учать у боротьбі із загонами Нестора Махна. Після демобілізації перебував на комсомольській та партійній роботі в місті Юзівці (тепер Донецьк). Член РКП(б).
У 1924—1927 роках навчався на робітничому факультеті при Донецькому гірничому інституті. У 1928 році переїхав до Москви, де у 1930 році екстерном закінчив Інститут народного господарства імені Плєханова за спеціальністю економіст-плановик. У 1933 році закінчив аспірантуру Інституту економічних досліджень Держплану СРСР.
У 1933 році був направлений до Середньої Азії, де працював спочатку заступником керуючого Силікаттресту Узбецької РСР, потім начальником планового відділу тресту «Киргизвугілля» Киргизької РСР. У зв'язку з хворобою дружини у 1937 році повернувся до Москви, працював начальником паливно-енергетичного сектору Центрального управління народного господарства (ЦУНГО) Держплану СРСР.
У листопаді 1937 (затверджений в квітні 1938) — квітні 1941 року — начальник Управління народногосподарського обліку Держплану УРСР.
У квітні 1941 — вересні 1947 року — начальник Статистичного управління Держплану УРСР.
З вересня 1947 по квітень 1948 року — заступник Уповноваженого Державної планової комісії при Раді Міністрів СРСР по Українській РСР — начальник управління статистики.
У 1949—1953 роках — заступник голови президії Української спілки кооперативних артілей інвалідів (Укоопінради).
У 1953—1954 роках — начальник відділу праці та зарплати Української ради промислової кооперації  (Укрпромради).
У 1954—1955 роках був радником у справах промислової кооперації в Албанській Народній Республіці.
До жовтня 1964 року — начальник планово-економічного управління та член колегії Головного управління побутового обслуговування населення при Раді міністрів УРСР.
З жовтня 1964 року — на пенсії.

## Нагороди
- орден Трудового Червоного Прапора (26.07.1939)
- орден «Знак Пошани» (23.01.1948)
- медаль «За доблесну працю у Великій Вітчизняній війні 1941—1945 рр.» (1945)
- медалі
- Почесна грамота Президії Верховної Ради Української РСР (29.01.1964)